# Дибровка (Закарпатская область)
Дибровка (укр. Дібрівка) — село в Бедевлянской сельской общине Тячевского района Закарпатской области Украины.
Население по переписи 2001 года составляло 440 человек. Почтовый индекс — 90561. Телефонный код — 3134.

## История
В 1946 году указом ПВС УССР село Нижняя Апша переименовано в Дибровку.